# Museo internazionale delle guerre mondiali
Il Museo Internazionale delle Guerre Mondiali (M.I.G.M.) si trova a Rocchetta a Volturno, in provincia di Isernia, ed è stato costruito il 16 dicembre 2010. Oggi il Museo conta su una superficie di esposizione di oltre 900 metri quadrati, dove i visitatori possono ammirare uniformi e divise originali appartenenti agli eserciti delle due guerre mondiali, nonché una  "sala tecnica" dove sono esposte oltre 150 armi delle varie forze armate del Novecento. Una sala biblioteca arricchisce infine la possibilità dei visitatori di entrare in contatto con il clima di importanti, quanto gravi, periodi storici trascorsi.
Il Museo è affiliato all'Istituto per la Storia del Risorgimento Italiano, collabora con la Società Italiana di Storia Militare, ha ottenuto il patrocinio dell'Università degli Studi del Molise, altresì ha il patrocinio scientifico dell'Università degli Studi della Campania Luigi Vanvitelli Dipartimento di Lettere e Beni Culturali. Inoltre fa parte della Rete dei Musei Aeronautici. All'interno del Museo si svolgono periodicamente presentazioni di libri e seminari scientifici aperti al pubblico e agli appassionati.

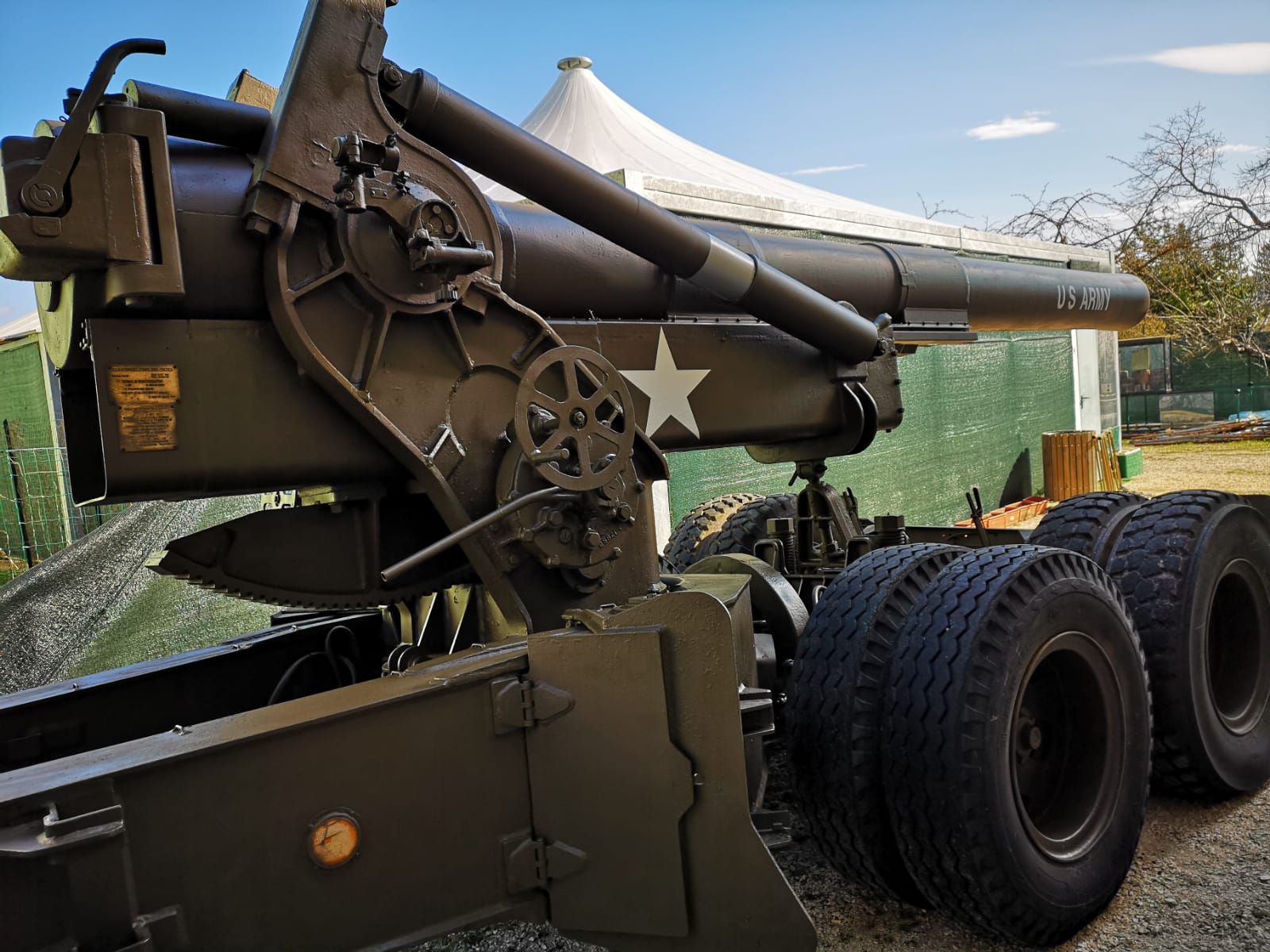
Parco, Artiglieria
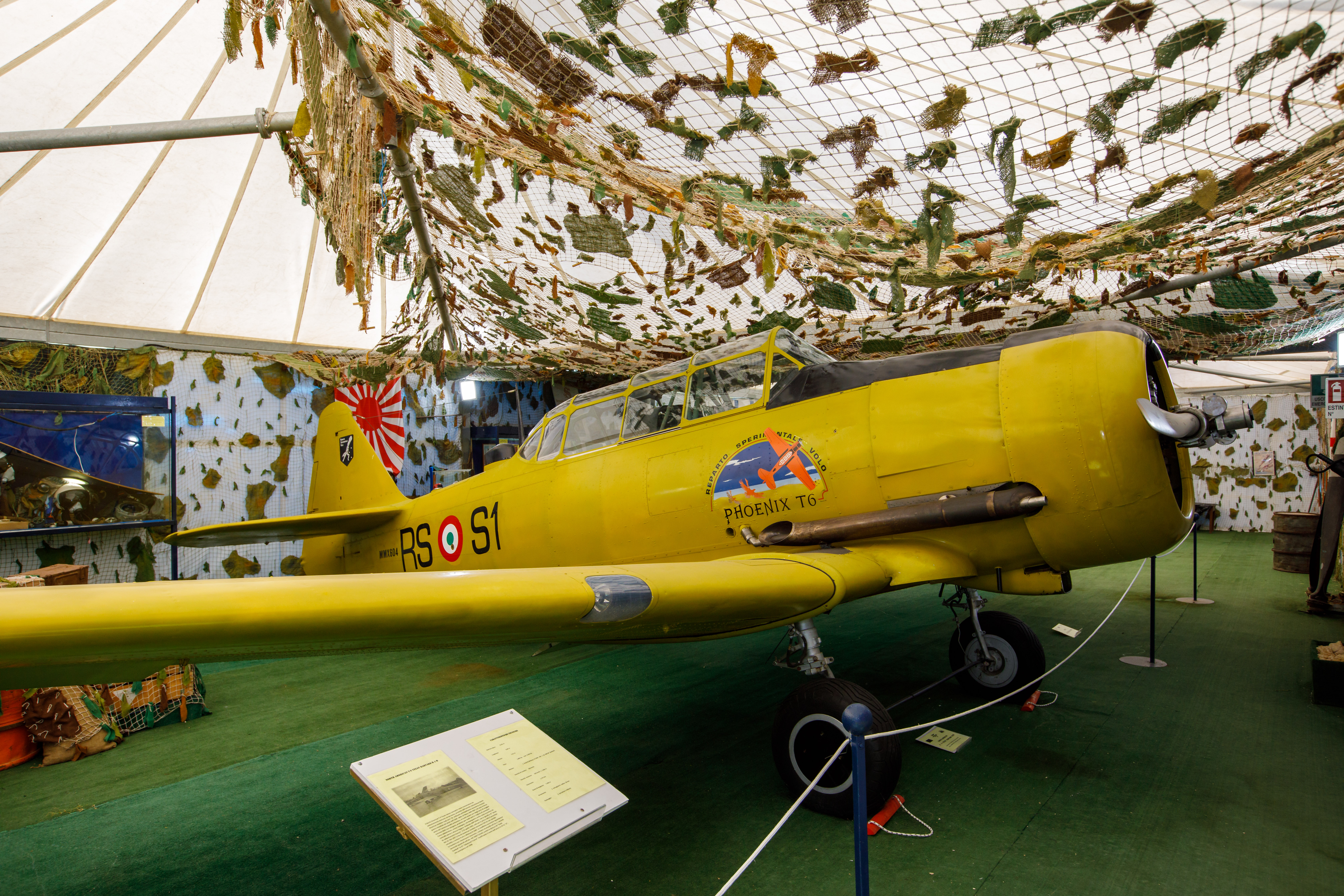
North American T6-H4M Harvard
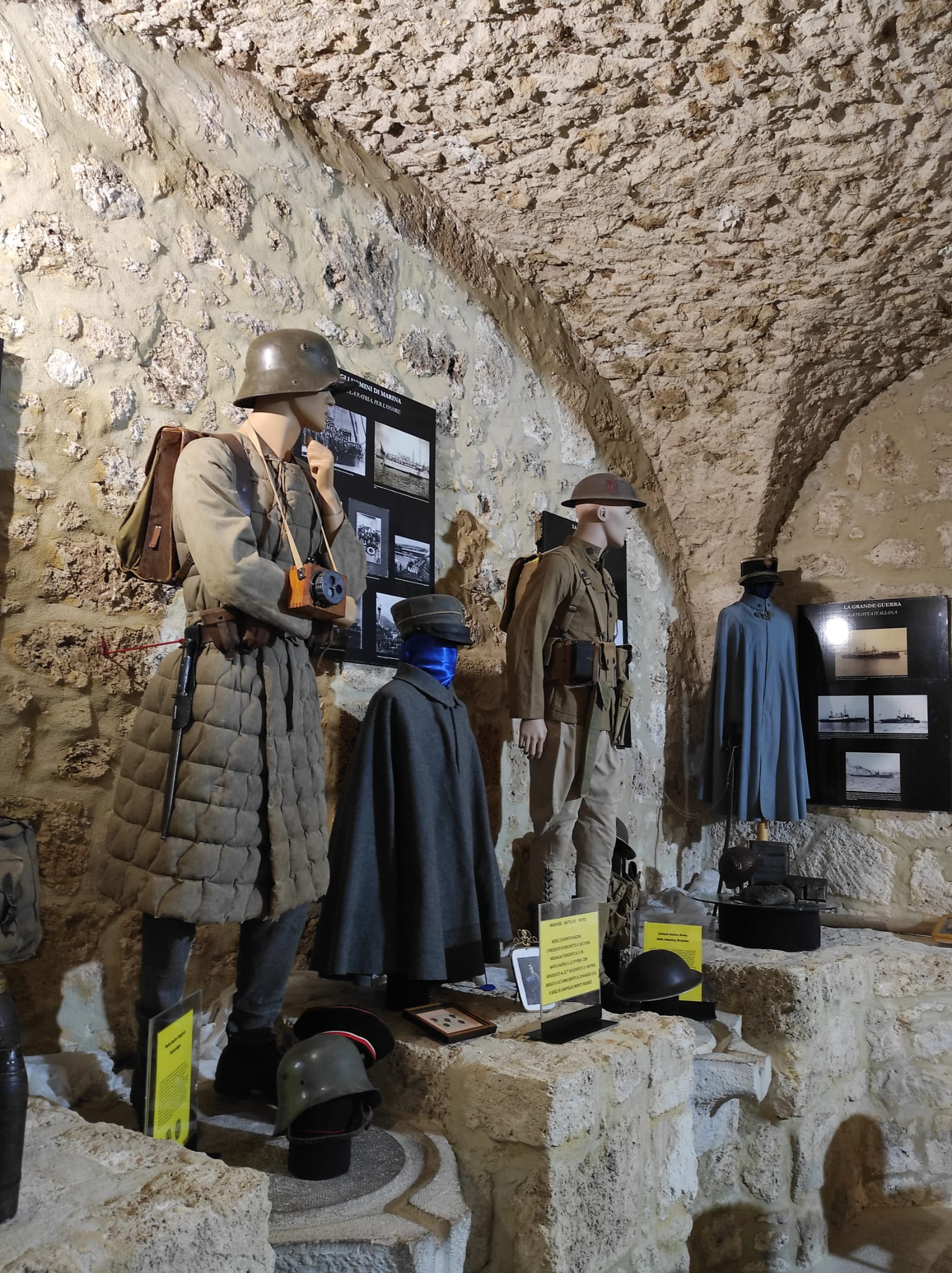
Sala della Grande Guerra
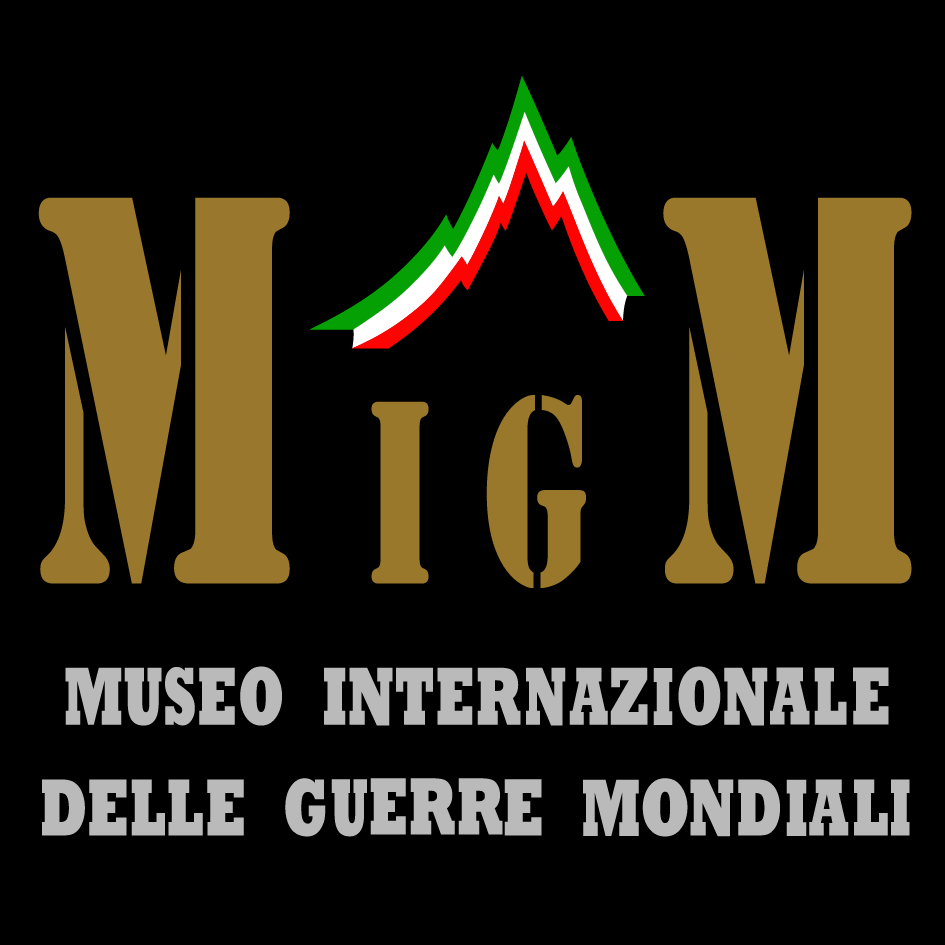
Logo